# Mittelfeldspieler
Mittelfeldspieler (früher auch Läufer) ist eine Spielposition in verschiedenen Mannschaftssportarten, zum Beispiel im Fußball und im Hockey.

## Fußball

Das System 4-4-2 mit Mittelfeldraute aus vier Spielern

Im Fußball wird zwischen dem defensiven, zentralen und offensiven Mittelfeldspieler unterschieden.

### Defensiv
Die defensiven Mittelfeldspieler ersetzen in heutigen Aufstellungen den in früheren Zeiten populären Vorstopper. Sie übernehmen den Posten vor der Abwehr und sind dafür zuständig, das Offensivspiel des Gegners so zu stören, dass Angriffe auf das eigene Tor verhindert werden. Neben diesem defensiven Part müssen sie oft auch Qualitäten im Spielaufbau haben. Dabei wird von ihnen eine große Übersicht und eine hohe Passpräzision gefordert. Sie müssen auch Spielsituationen schnell erkennen können, beispielsweise wenn ein Ball gerade gewonnen wurde und die Möglichkeit eines Konters besteht.
Oftmals wird unter Bezugnahme auf Standard-Spielsysteme der defensive Mittelfeldakteur als „Sechser“ oder die Position als „die Sechs“ bezeichnet. Tatsächlich trugen Spieler auf dieser Position bis vor einigen Jahren überwiegend das Trikot mit der Nummer 6. Ein System mit zwei defensiven Mittelfeldspielern wird daher auch als „Doppelsechs“ bezeichnet. In dieser Variante kann sich einer der beiden „Sechser“ mit in die Offensive einschalten, während der zweite „nach hinten hin“ absichert. Dabei können sich die beiden Spieler abwechseln, was die Spielweise flexibler macht und sich gegebenenfalls an die gegnerische Mannschaft anpasst, sollte einer der beiden Spieler besser mit diesem zurechtkommen. 
Die deutsche Fußballnationalmannschaft agierte beispielsweise bei den Weltmeisterschaften 2010 und 2014 sowie bei der Europameisterschaft 2012 mit den Spielern Schweinsteiger und Khedira als Doppelsechs. Im Sprachgebrauch für einen solchen defensiver Mittelfeldspieler hat sich auch der Begriff Holding Six etabliert. Lässt sich der Sechser im Spielaufbau zwischen die Innenverteidiger in die Abwehrreihe fallen, spricht man von einem „abkippenden Sechser“.

### Zentral
Der zentrale Mittelfeldspieler ist in vielen Systemen Schaltstelle zwischen Abwehr und Angriff. Genauso wie der defensive Mittelfeldspieler muss auch er den Ball erobern, er muss aber wie ein Spielmacher auch das Angriffsspiel initiieren können. Neben den für einen defensiven Mittelfeldspieler benötigten Fähigkeiten muss er extrem laufstark sein, da sowohl die Abwehr als auch der Sturm sein Arbeitsbereich sind. Er pendelt oft zwischen den beiden Strafräumen und muss weite Strecken zurücklegen. Er wird auch als „Achter“, zwischen Sechser und Zehner, bezeichnet.

### Offensiv
Der offensive Mittelfeldspieler ist für die zentralen Angriffe einer Mannschaft vorgesehen und füllt oft die Rolle eines Spielmachers aus. Eine seiner hauptsächlichen Aufgaben ist das Vorbereiten und auch das Erzielen von Toren. Wichtig ist, dass er zusammen mit den defensiven Mittelfeldspielern agiert. Ohne die Teamarbeit auf den Seiten entstehen Lücken, die leicht vom Gegner zu Vorstößen genutzt werden könnten. Sein Aktionsradius bezieht sich oft auf den gegnerischen Strafraum und den Raum davor. Er verfügt meist über ein exzellentes Passspiel sowie eine sehr gute Übersicht, die aus dem oft sehr ausgeprägten peripheren Sehen herrühren. Die „klassische“ Nummer des offensiven Mittelfeldspielers ist die 10 („Zehner“). Außerdem werden für den offensiven Mittelfeldspieler im Sportjargon die Begriffe Mittelfeldmotor, Schaltzentrale oder Regisseur verwendet. Ein typischer offensiver Mittelfeldspieler war zum Beispiel der dreimalige Weltfußballer Zinedine Zidane.

#### Außen
Ihr Wirkungsgebiet sind die beiden Außenbahnen beziehungsweise Flügel (links oder rechts). Ihre Aufgabe ist vor allem die Torvorbereitung, beispielsweise durch Flanken. Sie sind oft sehr laufstark, da sie die komplette Außenbahn bespielen müssen. Unterstützt werden sie dabei hauptsächlich von den Außenverteidigern, die den defensiven Part übernehmen. Häufig ist der Übergang vom Außenmittelfeldspieler zum Flügelstürmer fließend.

## Hockey
Im Hockey unterscheidet man ähnlich wie im Fußball die Aufgaben der Mittelfeldspieler in defensive und offensive. Die Mittelfeldspieler, die als Verbindung der Abwehr und des Angriffs gelten, sollen im Defensivbereich einen kompakten Mannschaftsverband herstellen, Pressingsituationen erkennen und einleiten und bei Bedarf zur ballnahen Seite einrücken können.
Offensiv wird je nach Position des Spielers die Forcierung des Spiels über Außen durch Flankenläufe, ein sicherer Spielaufbau und die Pärchenbildung mit anderen Mittelfeldspielern um Löcher zu reißen gefordert.

## Handball
Im Handball gab es Mittelfeldspieler nur in Zeiten des Feldhandballs. Dort waren die beiden Mittelfeldspieler die Verbindung der vier Abwehrspieler und der vier Sturmspieler. Sie hatten die meiste Laufarbeit, da sie vom Angriff zur Verteidigung und umgekehrt zu wechseln hatten. Die Besonderheit beim Feldhandball war, dass sich jeweils nur sechs Spieler in den jeweiligen Spielfeldzonen aufhalten durften.